# Wilmer Barrientos
Wilmer Omar Barrientos Fernández (Las Dantas, 14 de julio de 1959) es un general de la Fuerza Armada Nacional que ha ocupado diversos cargos de gobierno.

## Biografía
Es hijo de María Isola Fernández de Barrientos, y de Juan José Barrientos Tarazona (8 de febrero de 1926-12 de marzo de 2013), quien fue un militar distinguido de la Guardia Nacional Bolivariana, integrante de una de las primeras promociones de las Fuerzas Armadas.
En su casa fueron cinco hermanos: Eudes, Wilmer, Nancy, José Gregorio y Miguel Barrientos Fernández.
Estudió en la Academia Militar y se graduó en 1983. 
El 4 de febrero de 1992, colaboró con Hugo Chávez en el Primer intento de golpe de Estado en Venezuela de 1992. Fue rector de la Universidad Experimental de la Fuerza Armada.
El 4 de julio de 2012, inicia como mayor general en el Comando Estratégico Operacional de la Fuerza Armada Nacional Bolivariana.
El 7 de julio de 2013 fue designado como ministro del Poder Popular del Despacho de la Presidencia y Seguimiento de la Gestión del Gobierno venezolano, por el presidente Nicolás Maduro. A comienzos del 2014, ministros ofrecieron sus cargos a la orden, para el 9 de enero de 2014, el presidente Nicolás Maduro lo ratificó como Ministro del Poder Popular de Industrias.
El 27 de marzo de 2014, el presidente Maduro lo sustituyó por José David Cabello. Las razones todavía no son conocidas, aunque se rumorea que fue por asuntos netamente políticos. Nombrado desde el 4 de noviembre de 2014 como embajador de Venezuela en Canadá, su cargo queda expuesto luego de que este país lo declarará persona “non grata” el 25 de diciembre de 2017.